# 龍形短身電鰻
龍形短身電鰻，為輻鰭魚綱電鰻目短吻電鰻科的其中一種，為熱帶淡水魚，分布於南美洲巴西、烏拉圭、巴拉圭淡水流域，體長可達15.2公分，棲息在水流緩慢的溪流、潟湖底中層水域，生活習性不明。

## 扩展阅读
維基物種上的相關：龍形短身電鰻